# Shehab Essam
Shehab Essam, né le 24 juin 1995 à Mascate, est un joueur de squash représentant l'Égypte. Il atteint en septembre 2019 la 70e place mondiale sur le circuit international, son meilleur classement.

## Biographie
Shehab Essam remporte le British Junior Open en catégories moins de 15 ans et moins de 17 ans. Il se qualifie pour les championnats du monde 2016 s'inclinant dès le premier tour face à Mohamed Abouelghar